# Raphael Tuju
Raphael Odiyo Tuju (30 maart 1959) is een Keniaans politicus.

## Levensloop
Tuju werd minister van Informatie toen de Keniaanse Nationale Regenboogcoalitie in 2003 aan de macht kwam. Vanaf 2005 raakte hij in de bekendheid door een aanhoudend meningsverschil met de Minister van Wegverkeer Raila Odinga. Men vreesde destijds voor zijn politieke carrière, maar toch werd hij op 8 december 2005 tijdens een herindeling van het kabinet beëdigd als Keniaans minister van Buitenlandse Zaken, een positie die hij tot op heden bekleedt. Tuju vertegenwoordigd als parlementariër het kiesdistrict Rarieda gelegen aan het Victoriameer in het zuidwesten van Kenia. Hij werd in 2002 voor het eerst verkozen. Tuju behaalde een mastergraad in Massacommunicatie aan de Universiteit van Leicester in Engeland.

Tot aan het referendum inzake de grondwet, dat in 2005 in Kenia werd gehouden, was Tuju lid van de Progressieve Volkspartij van Kenia (Progressive People's Party, PPP), die tot doel had stemmen weg te trekken van de voorstanders van de grondwetswijziging. Door zijn overstap naar de Liberaal-Democratische Partij (Liberal Democrat Party, LDP) kwam hij in de Nationale Regenboogcoalitie (NARC) terecht. Dit werd door veel inwoners van zijn kiesdistrict, waarvan velen lid zijn van zijn eigen Luo-volk, gezien als een daad van verraad.

## Standpunten
Tijdens het plenaire debat van het 29e Culturele Festival van Asilah in de Marokkaanse stad Asilah, met als thema: Afrika en Europa; uitdagingen en plichten over en weer op 5 augustus 2007, trad Tuju in zijn hoedanigheid als Keniaans Minister van Buitenlandse Zaken op de voorgrond door het opwerpen van handelsbarrières door de Europese Unie aan de kaak te stellen. Hij beschuldigde Europa ervan arme Afrikaanse landen strafmaatregelen door de keel te wringen. Hij stelde dat Europa Afrika zal moeten accepteren, of doelloze "kortzichtige en wanhopige maatregelen" moet nemen. Grappend noemde hij "de bouw van een enorme muur, zoals het Chinese meesterwerk, of het opvoeren van de controles langs de Afrikaanse grenzen, teneinde Afrikaanse indringers terug te dringen.". Tuju trok vervolgens van leer tegen een reeks van handels- en overige barrières die de groei van Afrika in de kiem zouden smoren en het verschil tussen Afrika en Europa zou vergroten als het op hulpmiddelen aankomt. Hij liet vooral zijn onvrede blijken met recente maatregelen die de levendige tuinbouwsector van Kenia zouden kunnen schaden. Kenia is 's werelds grootste bloemenexporteur met een marktaandeel van 26 procent. Volgens Tuju zijn de eis tot vermelding van de vliegkilometers op Afrikaanse tuinbouwproducten en de ontsmetting ervan discriminatoir en gericht op het terugdringen van de dominante marktpositie van Keniaanse sierteeltproducten. Tuju was echter ook van mening dat de ontsmetting van tuinbouwproducten diende om de houdbaarheid van de bloemen, en daarmee hun waarde, te verminderen. Ook nam Tuju stelling tegen discriminatoire maatregelen in de sportwereld, zoals een deelnamequotum van Keniaanse sporters dat door de Verenigde Staten werd ingesteld.

## Noot
1. ↑  (en) Artikel van 6 augustus 2007 van de Keniaanse krant The Standard waarin Tuju's appel aan de EU om de handel met Afrika niet langer te dwarsbomen, wordt uiteengezet